# Andrew Rutherford
Pour les articles homonymes, voir Rutherford.
Andrew Rutherford (parfois orthographié Rutherfurd), 1er comte de Teviot, décédé le 4 mai 1664, était un officier écossais.

## Origines
Andrew était le cinquième et dernier fils d'un marchand d’Édimbourg (Écosse), William Rutherfurd (mort en 1624) et de son épouse Isobel (mariée en 1608), fille de James Stewart de Traquair. Il a fait ses études à l’Université d'Édimbourg puis a fait carrière dans l’armée française de Louis XIV.

## Carrière
Durant le Commonwealth d'Angleterre, Rutherford a servi le gouvernement français qui engageait des régiments écossais pendant la guerre de Trente Ans. Lors de la restauration de Charles II, Rutherford fut engagé par son propre roi sur recommandation de Louis XIV. Selon l'Encyclopædia Britannica (onzième édition), il est devenu lieutenant général en France, réputé pour son courage personnel. Cependant, le Dictionnaire de Biographie Nationale indique qu'il « n'a jamais dépassé le rang de colonel en service français et qu'il n'a certainement pas été promu au grade prestigieux de lieutenant général ».
Rutherford retourne en Écosse en 1660. En 1661, Charles II lui attribue le titre écossais de Lord Rutherfurd et le mandat de gouverneur de Dunkirk, nom anglais de Dunkerque. Lorsque Charles II vend la ville à la France en 1662, Rutherford devient commandant de la colonie de Tanger et de son régiment en 1663. Charles II le nomme alors comte de Teviot, premier du nom. Son mandat sera très court, car le 4 mai 1664, il est pris au piège lors de la bataille de Tanger dans une embuscade tendue par les Marocains où il sera tué.

## Legs
Dans son testament, il a légué des fonds à son ancienne université d'Édimbourg pour la construction de 8 chambres. Il a également donné des instructions pour qu'une inscription en latin de sa composition soit apposée sur le bâtiment. Sans descendance légale, le comté de Teviot s'éteignit. Le 23 décembre 1663, il fit enregistrer à Portsmouth un règlement général pour ses domaines et ses dignités au bénéfice de son cousin sir Thomas Rutherford de Hunthill. Le 16 décembre 1665, ce dernier hérite du titre de Lord Rutherford et de ses terres.